# 兰茨胡特
兰茨胡特（德語：Landshut，德語：[ˈlant͡shuːt] ⓘ）位于德国巴伐利亚州伊萨尔河畔，是下巴伐利亚行政区的首府，此外它是兰茨胡特县的县府，但是它本身是一座非县辖城市。兰茨胡特共有人口约6.2万多人，是该行政区的第一大城市，其人口多于施特劳宾、帕绍。在东巴伐利亚它继雷根斯堡之后是第二大城市。它是2007年设立的欧洲慕尼黑都市地区最东北的重镇。
由于兰茨胡特的市徽上有三个头盔，因此它也被称为“三盔城”。每四年市内重演格奥尔格公爵的婚礼，被称为“兰茨胡特婚礼”。兰茨胡特的市容主要由哥特式建筑为主，尤其显著的有特劳斯尼茨城堡和马丁教堂。其中马丁教堂的钟楼是世界上最高的砖结构钟楼。
兰茨胡特与慕尼黑之间的交通非常好，慕尼黑国际机场位于两座城市之间，从兰茨胡特到慕尼黑国际机场约需要半个小时时间。因此兰茨胡特的失业率是东巴伐利亚最低的。2006年10月其失业率为4.2%，在巴伐利亚平均为5.8%。

## 華語譯名
由於兩岸翻譯的不同，台灣稱為「蘭休特」；中國大陸稱為「兰茨胡特」。

## 地理

### 地理位置

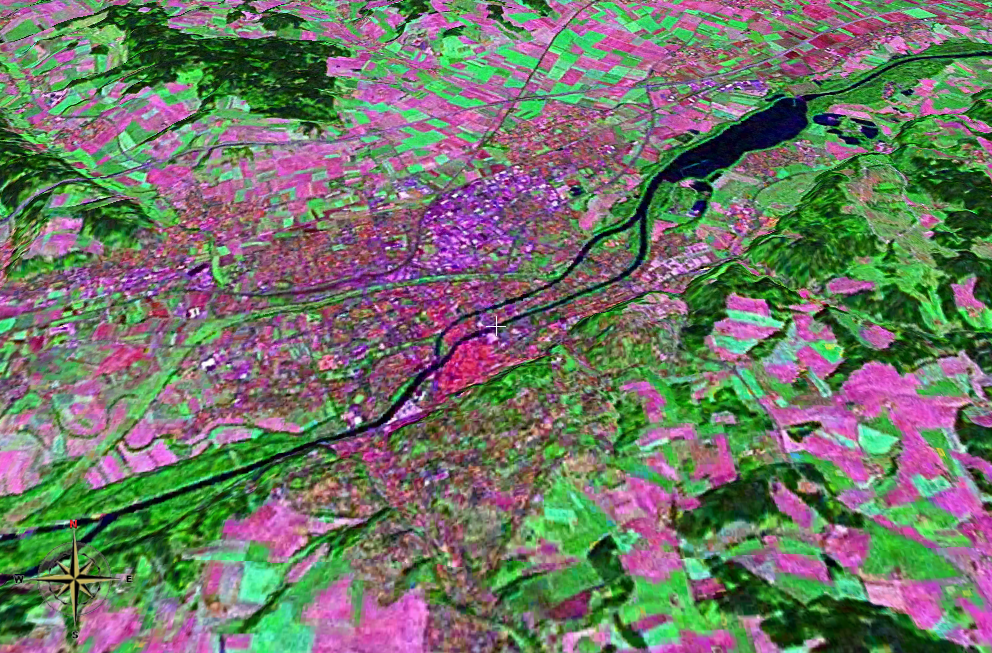
从南方看兰茨胡特，陆地卫星2000年图

蘭休特位于下巴伐利亚丘陵地带的中心，这个地带的北部边界是多瑙河，南部则与慕尼黑平原相连。它属于阿尔卑斯山前麓。这个新近纪时期形成的丘陵地带在兰茨胡特市内被伊萨河中断。兰茨胡特的大多数建筑地区位于伊萨河谷里平缓的沉积区上。伊萨河将市区分为三个区域：北区位于伊萨河-多瑙河丘陵地带上，南曲位于伊萨河-因河丘陵地带上，市中心则在磨房岛上。南区的一条陡峭的山脊局限，其中海拔505米高的霍夫山是市区内的最高点。向西南伊萨河畔穆斯堡的方向上有中伊萨河水库鸟类保护区，它是巴伐利亚最宝贵的水鸟保护区。在市区的东面伊萨河下游上还有其它人工造成的湖泊。在伊萨河的北部有一块地方是专门留出来在大水时让水淹没的，来减缓水势。在不被淹没的时候这里是兰茨胡特最热闹的公园。
兰茨胡特位于雷根斯堡和施特劳宾以南约70千米，代根多夫西南约75千米，帕绍以西约120千米，旧厄廷西北约60千米，特劳恩施泰因西北约100千米，罗森海姆以北约85千米，慕尼黑东北约70千米。

### 市区

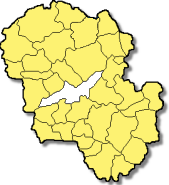
兰茨胡特和兰茨胡特县

兰茨胡特的市区完全被同名的县环绕，其总面积为65.7平方公里。它主要沿从西南向东北流的伊萨河分布。市区的东西距离比较大，最大处达21.5千米，南北宽度则比较小，最宽处为7.2千米。
市区内的建筑面积占总面积的20.3%，主要集中在中心部分。在东部和西部则有很多水域面积和森林面积，它们加在一起也约占总面积的20%。其它大多数地方是农业用地，45%以上的面积是农业用地。约8.1%的面积被各种交通设施占用。市民修养的用地面积仅占约1%。

### 周边镇
兰茨胡特本身不属于兰茨胡特县，它的市区与该县内的九个镇接壤。

### 行政区划
兰茨胡特分十一个市区，它们全部集中在中心地区。假如一个市区在市议会中没有代表的话当地的居民可以召开一个市区集会，选举一名发言人。市区没有自己的管理机构。

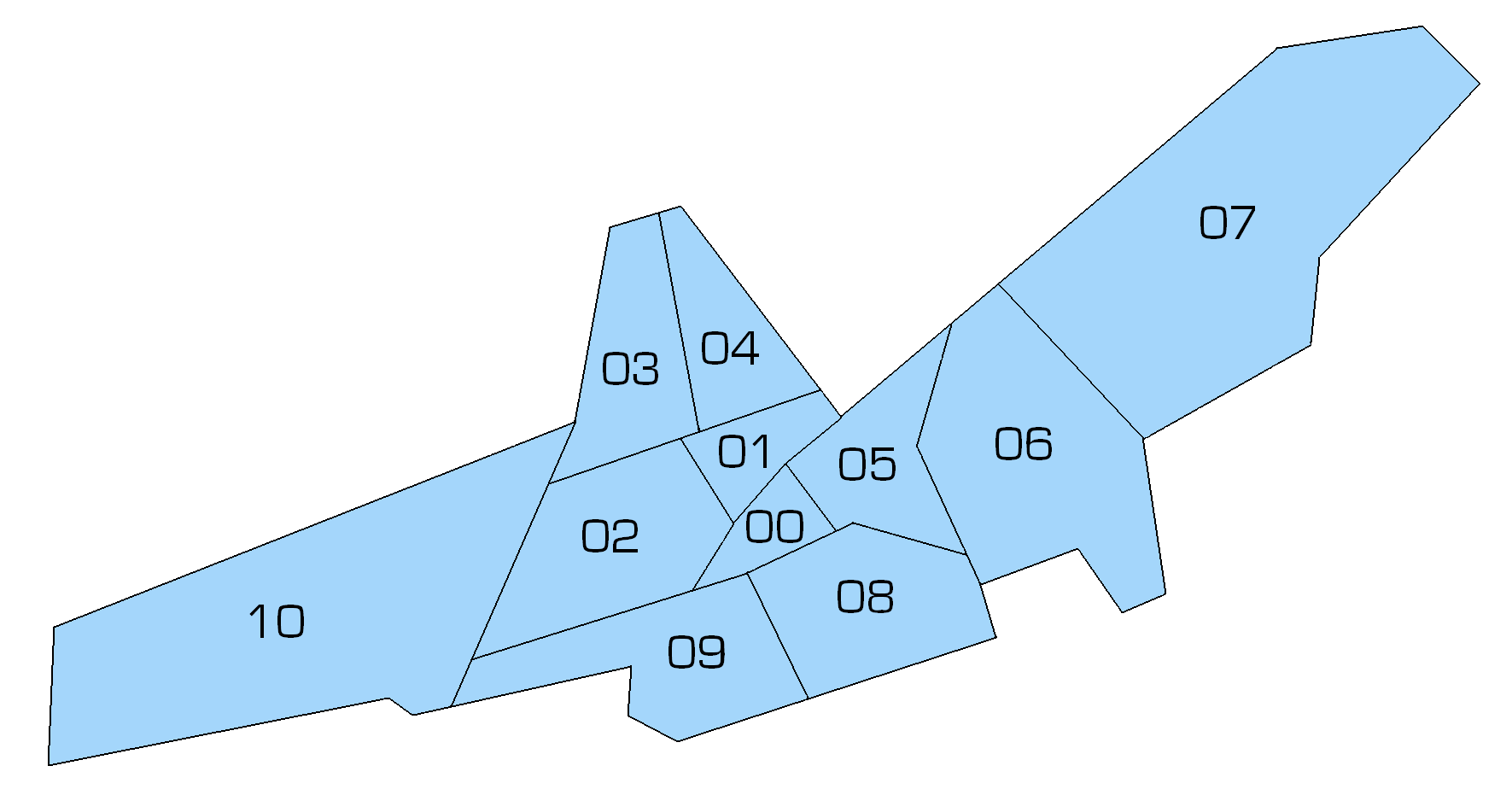
兰茨胡特的行政区

| 00 老城（）       |
| 01 尼古拉（Nikola）     |
| 02 西城（）       |
| 03 沃尔夫冈（Wolfgang）   |
| 04 工业区（Industriegebiet）     |
| 05 彼得和保罗（Peter und Paul） |
| 06 申布伦（Schönbrunn）     |
| 07 弗劳恩贝格（Frauenberg） |
| 08 贝格（）       |
| 09 阿赫多夫（Achdorf）   |
| 10 明希讷劳（Münchnerau）   |

### 气候

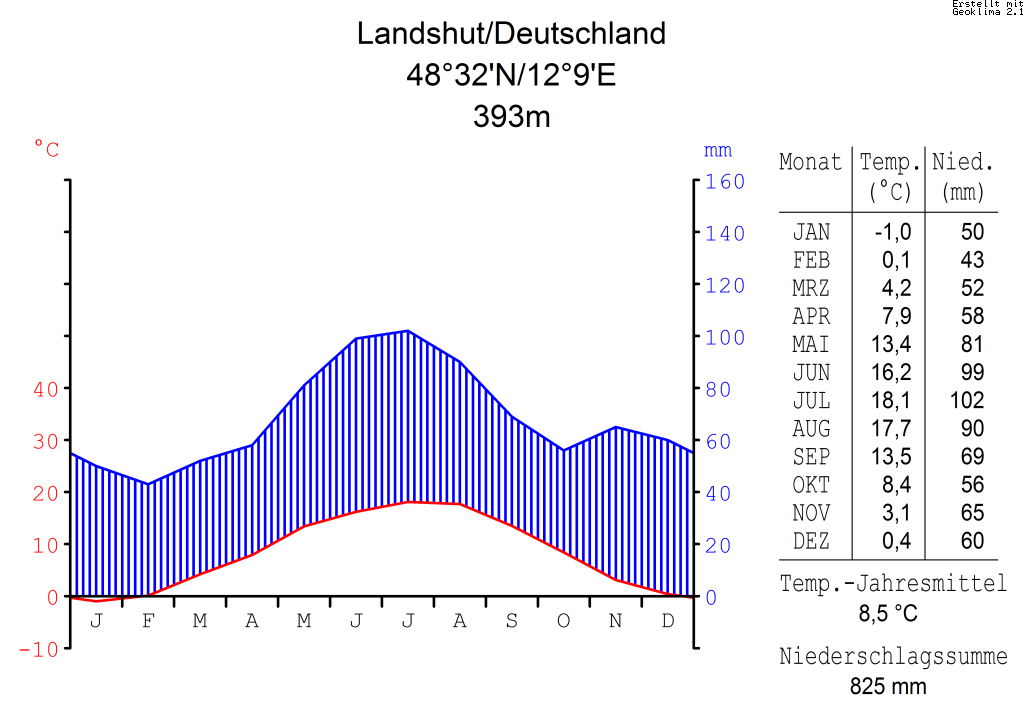
兰茨胡特的气候图

兰茨胡特处于大陆性温带区。终年气候湿润，降水量高于蒸发量。年平均气温为8.5摄氏度，一月的平均气温为-1.0摄氏度，是最冷的月份，八月的平均气温为18.1摄氏度，是最热的月份。
年平均降水量为824毫米，与巴伐利亚其它城市相比属于超过平均的。降水量最高的月份是七月，平均降水100多毫米，降水量最低的月份是二月，平均降水量为43毫米。

## 历史

### 早期居民点
早在7000年前的新石器时代就已经有人类在多瑙河和伊萨河流域居住了。前5500年左右可以证明有人在兰茨胡特市区有人居住。至少在前4700年左右在今天的北墓地形成了一个石器时代的居民点。2006年进行的挖掘出土的高等的陶器残片和石器估计这个村庄的居民是从波希米亚来的。这个影响在此后的数百年里对当地有深刻的影响，此后这个村庄才逐渐开始吸收当地的文化圈。这个村庄总共存在了仅约300年。在此后的约3500年里当地没有任何居住的迹象。一个陶瓷骨灰罌被定期为前900年。在这段时间里在今天市区的北部形成了当时巴伐利亚最大的居民点。罗马时代在当时的边界多瑙河边上形成了许多城堡和城市如雷根斯堡和帕绍，但是在兰茨胡特地区这里相当安静。
约公元500年开始不同的日耳曼人部落和当地的居民融合形成了巴伐利亚人，这个时期形成的居民点逐渐演化为今天的兰茨胡特。至12世纪为止当地主要以自给自足的农民为主。从中世纪盛期开始当地的人才开始有分工：商业和手工业形成。这些人主要在交通便利的地方定居，由于兰茨胡特有一座非常重要的伊萨河桥，因此它逐渐演化成一个重要的城市。

### 建市

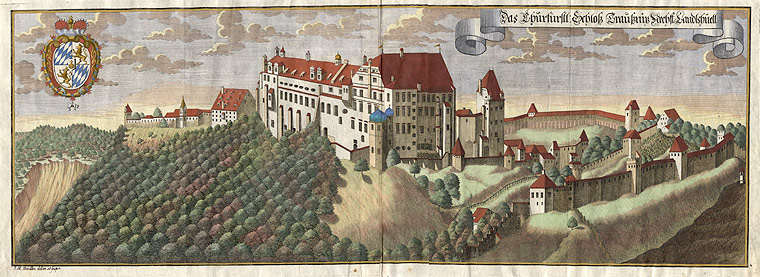
特劳斯尼茨城堡下……

兰茨胡特建市前在今天的特劳斯尼茨城堡下就已经有一个居民点了，约1150年左右它在一份文献中被称为（地区守卫），按照2002年的发掘这个居民点可能从10世纪开始就存在了。腓特烈一世授予奥托一世巴伐利亚公爵的头衔，奥托的儿子路易一世与雷根斯堡的主教之间爆发争执。路易下令摧毁今天兰茨胡特东北律属于主教的城堡。估计这座城堡是为了保护一座重要的桥梁建造的。1204年路易决定在原来的城堡下游数千米处设立一座城市，这座城市跨伊萨河，是路易在下巴伐利亚设立的第一座城市。当时的一本修道院年书中记录到：“路易，巴伐利亚的首领，建立了兰茨胡特和城堡”（Lvdwicus dux Bawariae castrum et oppidum in Lantshvt construere cepit）。

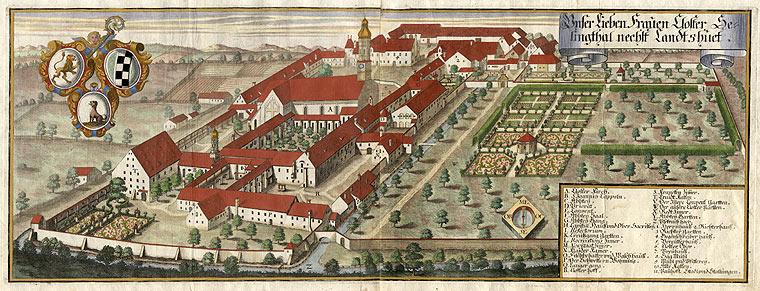
……赛利根塔尔修道院是市内最老的建筑物

兰茨胡特是一个得天独厚的商业点：霍夫山是一个理想的地点来设立一座城堡，而且在这里跨越伊萨河最方便：通过磨房岛只需要建造两座比较小的桥，而不必建造一座大桥。当时在伊萨河上还可以行船。而且公爵下令所有从慕尼黑和阿尔卑斯山去往雷根斯堡和巴伐利亚森林的道路必须在兰茨胡特汇聚，这一切使得兰茨胡特发展迅速。在兰茨胡特刚刚建城的一开始的五十年里它主要有三个市区：老城拥有当时巴伐利亚最宽和最豪华的街道，有许多富有的手工业者在那里定居；市区上方的城堡；1232年在赛利根塔尔修道院周边形成的居民区。赛利根塔尔修道院是路易的寡妇在路易死后捐的。许多巴伐利亚的公爵被葬在这座修道院里。至1253年兰茨胡特是维特尔斯巴赫的首府，实际上可以说是当时巴伐利亚的首都。1253年巴伐利亚被公爵的两个儿子平分。上巴伐利亚的首都是慕尼黑，而兰茨胡特则是下巴伐利亚的首都。约100年后，1340年路易四世又统一了巴伐利亚，统一的巴伐利亚的首都是慕尼黑。但是九年后路易的儿子又三分巴伐利亚。下巴伐利亚的首都又是兰茨胡特，其公爵是斯特凡二世。1363年上巴伐利亚的公决死后他得以统一了被三分的巴伐利亚的两部分。在这段纷乱的时间里兰茨胡特发展兴旺，其城墙不断被扩张：建城五十年后就扩张了“下老城”，13世纪末形成了今天的“新城”，它与老城平行。二十年后今天的三位一体广场的地方也被纳入市区。1340年城墙再次扩张，将新的弗莱庸市区围绕在内。这个市区的居民获得了特别的税务优惠：他们被免税十年。此外当时的市区一直延伸到伊萨河畔，新的城门建成。1342年市内的一场大火摧毁了上百座建筑，此后兰茨胡特市内的建筑全部是石头建的。大火后市内也需要一座新的教堂，因为原来的罗曼式教堂位于新建的市中心下三米的地方。但是实际上一直到1380年才开始建造新教堂。

### 顶峰时期

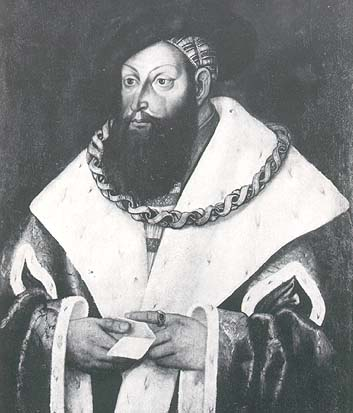
格奥尔格公爵

1392年斯特凡二世死后他的领地又被他的三个儿子分割。这三个公爵领地分别是巴伐利亚-施特劳宾、巴伐利亚-英戈尔施塔特和巴伐利亚-兰茨胡特。其中巴伐利亚-兰茨胡特是三个领地中最富的。其第一位公爵弗里德里希从1375年至1393年统治，他的统治时期标志着富有的兰茨胡特公爵时代的开始。当时在兰茨胡特开始建造巴伐利亚最豪华的建筑：经过120年的建造时间兰茨胡特马丁教堂于1500年完工。与此同时在数百米远处还同时开始建造圣灵教堂。弗里德里希的后人全部带有“富人”的称号，他们对兰茨胡特的兴旺发达全部做出了贡献。弗里德里希的儿子亨利十六世使用强硬手段统治，他下令将兰茨胡特的市议会成员全部关押在特劳斯尼茨城堡，并没收了49名最富的市民。对外他也非常成功。他得以扩张兰茨胡特的势力，有效地与他的表兄弟，巴伐利亚-英戈尔施塔特的路易七世作战。1429年获得了其部分领域，1447年英戈尔施塔特的一支无嗣灭绝后他得以将其领土收纳下来。
此后兰茨胡特不仅仅是巴伐利亚的政治中心，而且也逐渐发展为其经济核算文化中心，它甚至比慕尼黑还要富有。其中最重要的贸易是食盐贸易，从这里食盐被卖到公爵领地的其它城市中如巴特莱兴哈尔、基茨比厄尔、拉滕贝格和库夫施泰因等。亨利的继承人路易九世1450年登基，开始系统性地迫害兰茨胡特的犹太人。凡是不受洗礼和缴纳三万基尔德的犹太人一律被驱逐。他统治期间经常举行庆祝和骑士比赛，其中最盛大的是他儿子格奥尔格与波兰亚盖洛王朝的一名公主的婚礼。这次盛大婚礼被称为“兰茨胡特婚礼”。四年后路易逝世，格奥尔格继位。在他的统治期间兰茨胡特达到了它中世纪时期最大的范围。除磨房岛外市内所有的建筑全部被坚固的城墙环绕。整个城墙只有八座城门。许多当事人著名的艺术家如汉斯·莱因贝格尔（Hans Leinberger）在兰茨胡特生活和工作。

### 衰落

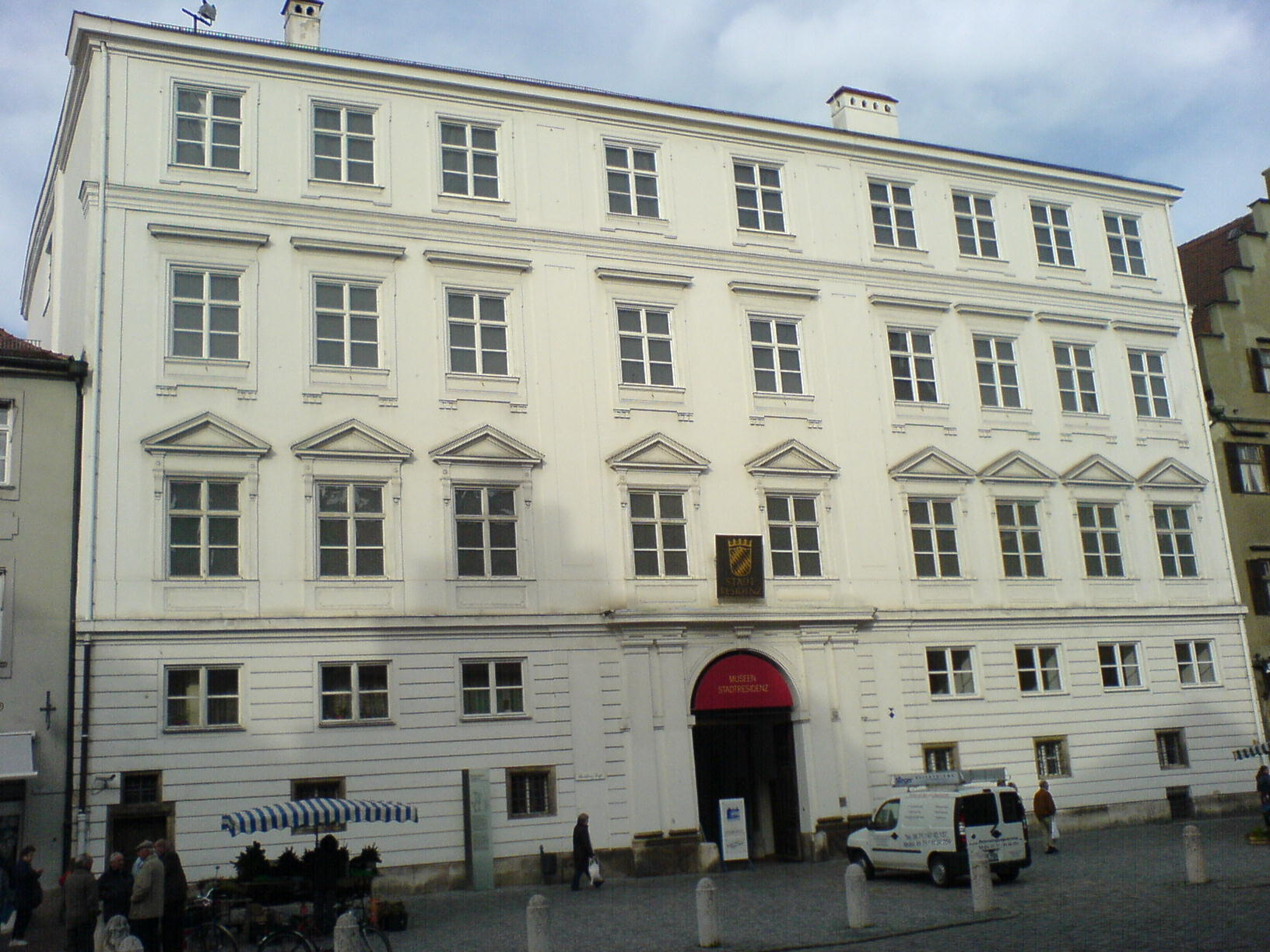
路易十世时建造的市王宫

1503年12月1日格奥尔格逝世，兰茨胡特的顶峰时期结束。格奥尔格没有男性后裔，因此按照维特尔斯巴赫王朝的内部条约它应该并入慕尼黑的一支。格奥尔格死前却试图定他的女婿，普伐尔茨的选帝侯为自己的继承人，但是慕尼黑支不承认这个继承人，这个争议导致了兰茨胡特王位继承战争。在此后的两年中兰茨胡特附近的许多村落被焚。1505年普伐而茨选帝侯夫妇双双逝世，才结束了这场争议。根据皇帝的判决兰茨胡特被并入慕尼黑，由此兰茨胡特丧失了其政治地位。1514年路易十世向他的哥哥威廉四世提出对兰茨胡特的要求。两人的争执使得许多人怕又会导致战争。在皇帝的督促下最后威廉同意将兰茨胡特让给他从1537年至1543年他建造了兰茨胡特市王宫。这是阿尔卑斯山以北的第一座文艺复兴式王宫。1545年路易无嗣逝世，兰茨胡特回归慕尼黑。在此后的时间里这里没有发生什么重要的事件。为了保障兰茨胡特不会归附新教，马克西米利安一世将穆斯堡的修道院迁到兰茨胡特。

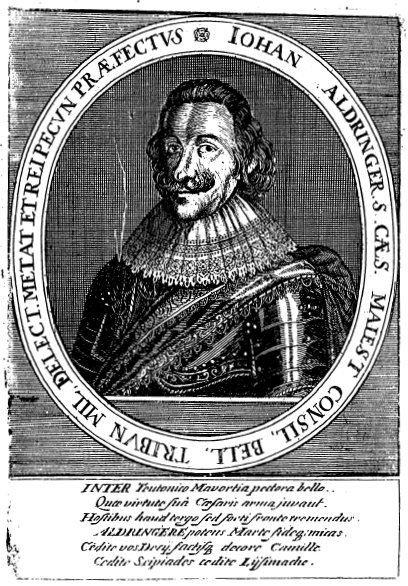
约翰·冯·阿尔特林根伯爵

在三十年战争中瑞典军队于1632年、1634年和1648年三次占领兰茨胡特。1632年瑞典军队兵临城下时市长和议会成员迅速决定投降，交付了十万帝国元避免了劫城。1634年7月22日瑞典军队再次到达时他们决定抵抗。守城的天主教联盟将军约翰·冯·阿尔特林根战败。瑞典军长官伯纳德·冯·萨克森-魏玛纵容他的军队劫城十三天，这次劫城使得兰茨胡特的富饶一旦丧尽。此后市内又爆发鼠疫和饥荒。三分之一的市民丧身。此前兰茨胡特就已经开始衰败了，此时它到达了其历史的低谷。不到一百年后，1740年代里在奧地利王位繼承戰爭中奥地利军队又占领兰茨胡特，为城市再次带来了巨大的损失。从1771年开始兰茨胡特的城门和城墙被拆。最后八座城门里今天仅剩下一座。

### 复兴
1800年马克西米利安一世将1472年由路易九世在英戈尔施塔特设立的巴伐利亚最老的大学迁到兰茨胡特。官方提出的原因是因为法国军队威胁要塞城市英戈尔施塔特，实际上在二十年前就已经有将英戈尔施塔特的大学迁移的计划了。原因是因为英戈尔施塔特太土了，不利于大学生活。马克西米利安不愿把所有的东西都集中在慕尼黑，因此决定将大学迁到兰茨胡特。1809年拿破仑·波拿巴进驻兰茨胡特。在夺城的战斗中三座城门被破坏很大，此后它们被拆。18世纪末耶稣会的修道院就已经从兰茨胡特撤出了，到1803年市内还有七座修道院。在19世纪初政教分家的过程中市内所有的修道院全部被解散。在此后的四十年里三座修道院又开始使用。1826年路德维希一世决定将当时有一千名学生的大学迁到慕尼黑，当时该大学是德国五座最大的大学之一，它就是今天的慕尼黑大学。为了防止兰茨胡特的知识分子完全消空，作为补偿将上诉法院和一座高等学校从慕尼黑迁到兰茨胡特。1834年该高校被迁到弗赖辛。从19世纪初开始兰茨胡特就已经是一座兵营城市了。在巴伐利亚它的重要性相当低。1806年兰茨胡特归属伊萨县，其县府是慕尼黑。1839年它成为下巴伐利亚的首府。1858年铁路通到兰茨胡特。1874年第七座城门被拆，来改善老城的交通。

### 二十世纪

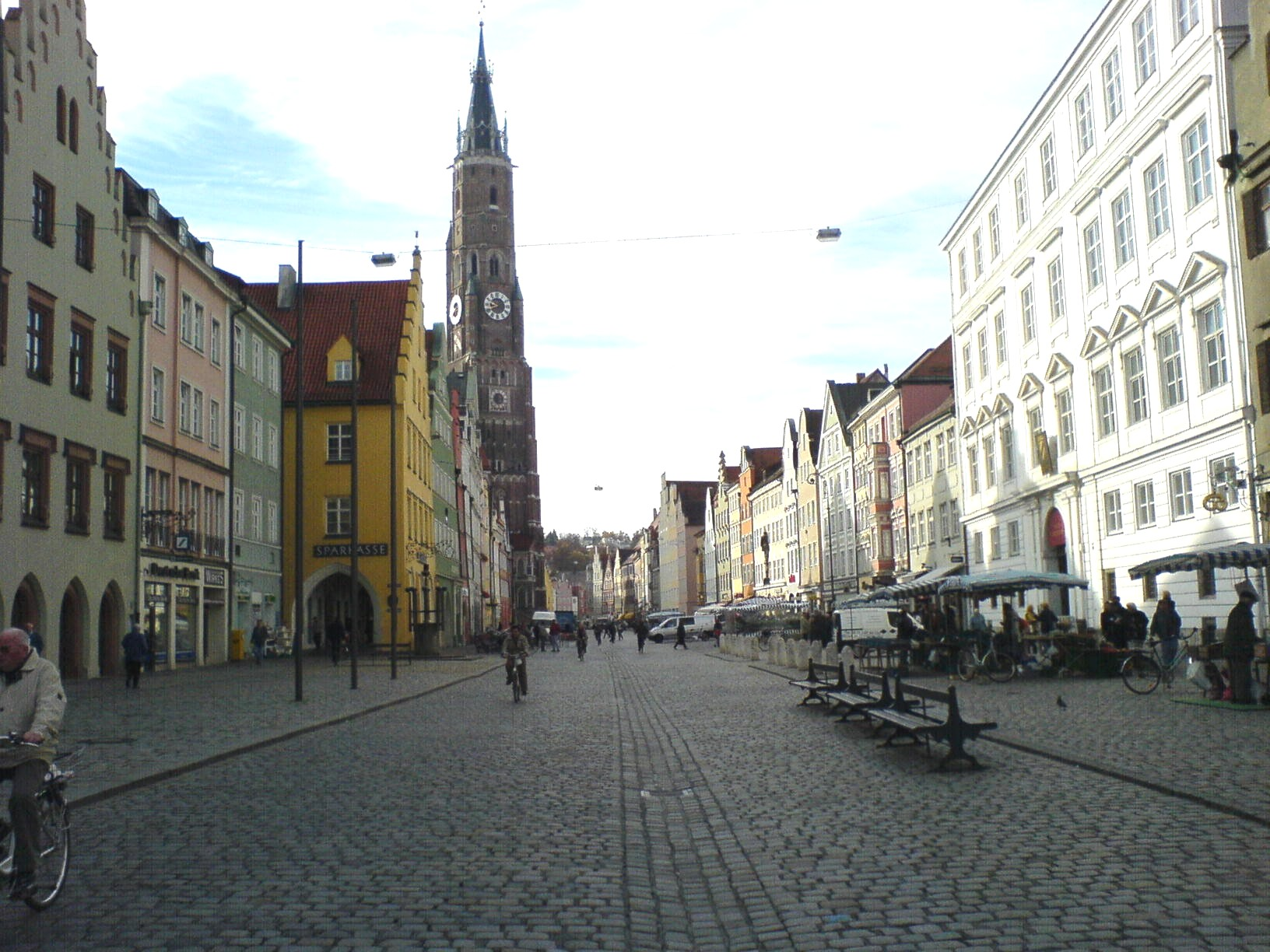
老城

二十世纪的前30年在兰茨胡特没有大事，市内逐渐工业化。1932年下巴伐利亚和上普法尔茨合并，新行政区的首府为比较大的雷根斯堡。1945年3月19日兰茨胡特的火车站区遭到强大轰炸。5月1日美军入驻。1956年东巴伐利亚又被分为两个行政区，兰茨胡特又成为下巴伐利亚的首府。1972年和1974年由于行政区划改革市区面积分别扩展了19和66平方公里。1978年兰茨胡特高专成立，一开始该学校有经济、社会和技术三个系，后来又设立了信息技术系。1999年建成的一条隧道加快了市内东西方向的交通。1999年市中心设立人行区，2006年公共汽车也不再开过市中心。2004年兰茨胡特庆祝建城800周年。

## 人口

### 人口发展
兰茨胡特刚刚建城时吸引了许多居民。1500年它就已经有数千居民了。但是在中世纪晚期其居民数不再增长。后来的战争、饥荒和疾病甚至导致居民数下降。尤其三十年战争对城市的副作用非常明显。19世纪开始其居民数又开始增长。第二次世界大战后超过四万。从1970年代开始其居民数在五万至六万之间浮动。20世纪内市区的扩张也导致了市民数的增长。在整个地区今天约有8.5万人。
2005年12月31日兰茨胡特有61,407名居民，2006年12月居民数首次突破6.2万。2007年德国联邦和州统计局的估计认为兰茨胡特的居民增长率将高于德国平均，为9.7%，比巴伐利亚所有城市的增长率（平均2.2%）都要高得多。
| 日期           | 人口   |
| -------------- | ------ |
| 1840年12月1日  | 12,119 |
| 1880年12月1日  | 20,973 |
| 1900年12月1日  | 26,538 |
| 1933年6月16日  | 36,619 |
| 1946年12月31日 | 44,262 |
| 1948年12月31日 | 45,906 |
| 1950年12月31日 | 47,200 |
| 1952年12月31日 | 47,274 |
| 1954年12月31日 | 47,797 |
| 1956年12月31日 | 47,176 |
| 1958年12月31日 | 47,237 |
| 1960年12月31日 | 47,656 |

| 日期           | 人口   |
| -------------- | ------ |
| 1962年12月31日 | 50,532 |
| 1964年12月31日 | 50,729 |
| 1966年12月31日 | 51,631 |
| 1968年12月31日 | 51,281 |
| 1970年12月31日 | 52,425 |
| 1972年12月31日 | 55,650 |
| 1974年12月31日 | 56,405 |
| 1976年12月31日 | 55,501 |
| 1978年12月31日 | 55,435 |
| 1980年12月31日 | 55,803 |
| 1982年12月31日 | 56,326 |
| 1984年12月31日 | 56,230 |

| 日期           | 人口   |
| -------------- | ------ |
| 1986年12月31日 | 57,067 |
| 1988年12月31日 | 57,194 |
| 1990年12月31日 | 59,066 |
| 1992年12月31日 | 60,031 |
| 1994年12月31日 | 59,351 |
| 1996年12月31日 | 59,100 |
| 1998年12月31日 | 58,420 |
| 2000年12月31日 | 58,746 |
| 2002年12月31日 | 60,018 |
| 2004年12月31日 | 60,545 |
| 2005年12月31日 | 61,407 |
| 2006年12月31日 | 62,015 |

数据来源：www.landshut.de 
| 来源           | 人口  | 人口比例 |
| -------------- | ----- | -------- |
| 原南斯拉夫国家 | 1,447 | 22.30%   |
| 土耳其         | 1,315 | 20.27%   |
| 意大利         | 515   | 7.94%    |
| 波兰           | 357   | 5.50%    |
| 奥地利         | 311   | 4.79%    |
| 罗马尼亚       | 310   | 4.78%    |

1997年在兰茨胡特每一千名市民中平均有9.5个婴儿出生，高于德国平均，2004年只有8.5个婴二，低于巴伐利亚的平均（8.9）。同时市内的死亡率也高于平均。2004年巴伐利亚的平均死亡率为每1000人中9.4人，兰茨胡特则为11.9人。这个数据说明尤其老年人喜欢在兰茨胡特居住。虽然如此但是由于人口迁徙导致整个城市的总体来看2005年人口增加了0.4%，高于巴伐利亚城市的平均。
2005年12月31日市内11.5%的居民没有德国国籍，一年前其比例为11.4%。其中外国人比例最高的市区是尼古拉（18.9%）和工业区（21.2%）。外国人的总数为6489人，2004年为6189人，2003年为6353人。通过2000年开始的入籍已经使得外国人的数目减少了不少。

### 宗教
如同巴伐利亚腹地的其它地方天主教在这里是影响最大和最深的宗教。2005年市内63.8%的人承认自己为天主教徒。12.9%的人为新教徒。其他23.2%的人没有宗教信仰或者信奉其它宗教。
兰茨胡特的天主教徒被分在两个教区中，北部属于雷根斯堡教区，南部则属于慕尼黑-弗莱辛教区，伊萨河是两个教区的边界。新教徒除了路德宗外还有属于基督復臨安息日會和耶穌基督後期聖徒教會的。
市内的犹太人早在15世纪后半叶就已经被路易九世驱逐了，至今为止市内没有能够再建立一个犹太社群。离兰茨胡特最近的犹太会堂位于雷根斯堡和慕尼黑。近年来在尼古拉设立了一个伊斯兰教社群，一个伊斯兰教中心正在工业区建成。在市中心附近的新城区有一个噶玛噶举派的佛教中心。

## 政治

### 市议会
| 党派               | 席位 | +/-  |
| ------------------ | ---- | ---- |
| 拜恩基督教社会联盟 | 16   | - 7  |
| 德国社会民主党     | 6    | - 3  |
| Grüne              | 8    | + 3  |
| 自由选民           | 5    | + 1  |
| 生态民主党         | 2    | + 1  |
| 德国自由民主党     | 3    | + 2  |
| 兰茨胡特市民集团   | 1    | +/-0 |
| 市民为兰茨胡特     | 3    | + 3  |

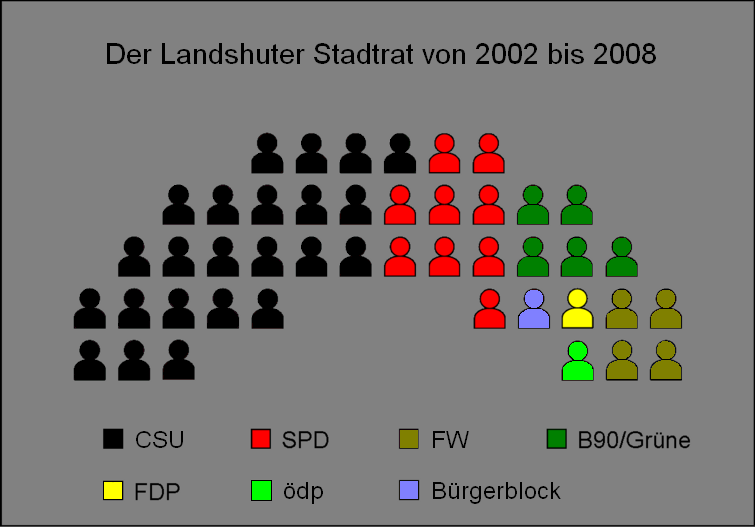
2002年的席位分布

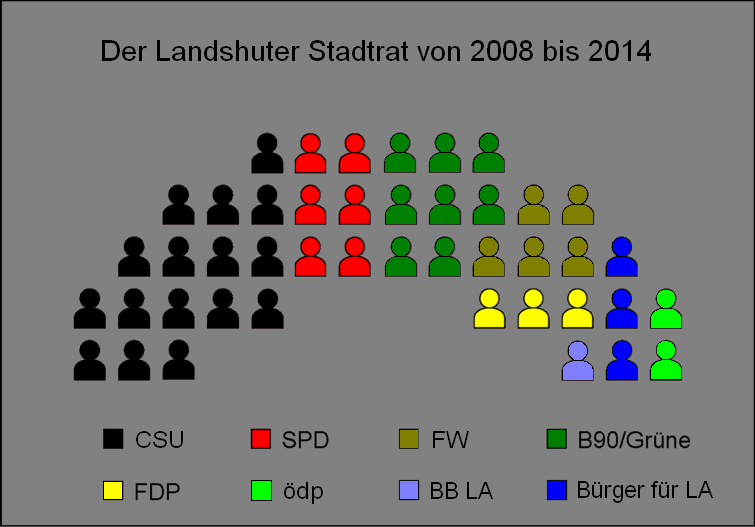
2008年的席位分布

第二次世界大战后市议会中以拜恩基督教社会联盟为主要力量。1970年1月1日当时33岁的约瑟夫·戴莫（Josef Deimer）任市长的职，从975年开始他是巴伐利亚联市议会的主席，从1994年开始德国联市议会的副主席。2004年12月31日他因年龄的原因退休，他共任市长35年，是至今为止德国任市长职务时间最长的人。2004年10月10日进行市长选举时拜恩基督教社会联盟内部发生纠纷，有两个候选人互相之间不肯相让，都要竞争市长的职位。最后拜恩基督教社会联盟支持采尔纳（Ludwig Zellner），而不被他的党派支持的拉姆普夫（Hans Rampf）则受到了市内商人的支持。最后在选举中拉姆普夫以50.89%的选票当选，采尔纳仅获得14.84%的选票，列第三名，第二名是一名德国绿党的候选人，他获得了25.14%的选票。
2008年3月2日市议会选举时仅45.3%的选民参加选举。拜恩基督教社会联盟和德国社会民主党均蒙受损失，而2002年选举时的小党派则获胜。绿党甚至超过了社民党。

### 市徽
兰茨胡特的市徽上有三个蓝色的铁头盔，头盔有红色的带子，底色是银色的。两个头盔在市徽的上部，一个在下部。官方市旗上半部是白色的，上面有一枚市徽，下部则是红色和白色的。
早在13世纪兰茨胡特就已经开始有三个头盔的市徽了。最早使用三个头盔的市印章是1275年流传下来的。据传巴伐利亚公爵路易四世在一次战役后授予兰茨胡特这个市徽来表彰其市民的勇敢。头盔的蓝色和白色的底色表示兰茨胡特与维特尔斯巴赫王朝之间的紧密关系。从当时至今只有头盔的形状不时按照当时的人的风格而变化。从1446年开始偶尔还有两个人举着市徽。市旗上的红色和白色的来源今天无法完全解释，也许它来自于头盔系带上的红色。

### 姐妹城市
兰茨胡特是多座欧洲城市的姐妹城市，其中最早建立的姐妹城市关系是1956年与苏格兰的埃尔金，最晚的是2002年建立的与罗马尼亚锡比乌的姐妹城市关系。
| 埃尔金（英国）     | 从1956年开始 | 居民21,000人  |
| 贡比涅（法国）     | 从1962年开始 | 居民41,000人  |
| 里德（奥地利）     | 从1974年开始 | 居民11,000人  |
| 斯基奥（意大利）   | 从1981年开始 | 居民39,000人  |
| 锡比乌（罗马尼亚） | 从2002年开始 | 居民172,000人 |

### 地区性联盟
兰茨胡特是南巴伐利亚经济区的成员，这个经济区是一个为了协调当地经济发展而成立的一个协会。它的总面积有21,410平方公里，有500万居民。其国内生产总值高于巴伐利亚平均的3.9%。除兰茨胡特外它还包括奥格斯堡、英戈尔施塔特、慕尼黑和东南巴伐利亚四个地区。它是德国最有吸引力的经济区，甚至在欧洲的比较中也列前茅。
此外兰茨胡特与罗森海姆和萨尔茨堡组成一个城市联盟，后来库夫施泰因和弗赖辛也参加了这个联盟。这个联盟加强教育、经济和超国界的合作。

## 经济和基础设施

### 经济情况
兰茨胡特属于德国经济最强的市、县之一。它位于南巴伐利亚交通便利的位置，又离慕尼黑很近，交通方便。许多不相关的调查均证实了兰茨胡特的经济强点。GfK公司2006年12月对德国439个县和市的市民购买力进行调查中兰茨胡特列第23名，远远超过德国平均。将德国平均设为100的话兰茨胡特的购买力为117.6。《焦点》杂志2006年12月调查的425个德国市和县中兰茨胡特的经济力量列第二名，远远超过雷根斯堡（第22名）和慕尼黑（第23名）。作为比较的基础使用了人口增长率、失业率、国内生产总值的变化、平均每户收入等因素。

### 公司
兰茨胡特约30%的职员是在生产企业里工作的。其中BMW对市内的经济的重要性最高。该工厂于1967年设立，今天有约3300名职工，生产汽缸部件、缓冲器、塑料组成部分和其它部件。其产品几乎在该公司所有的产品中均有应用。生产企业中第二大的是生产电动机和电扇的依必安派特公司。它在兰茨胡特的工厂是该公司第三大的，有约1000名职工。市内的第三大生产公司是日本半导体公司瑞萨。2003年它从日立分出。兰茨胡特的工厂是该公司在亚洲外唯一的工厂，有约500名职工。它主要为欧洲市场生产智能卡集成电路。其它拥有跨地区重要性的公司有肖特集团等，在兰茨胡特有约600名职员。它的工厂在兰茨胡特主要生产电子元件的密封。服务业最大的公司是国营储蓄所，有约600名职员。德国电信在兰茨胡特约有450名职员，E.ON有约300名职员，主要在自来水厂工作。OMV AG在德国的销售和广告中心在兰茨胡特。兰茨胡特的博览会对于其城市经济也非常重要。2003年在市东部开放的博览会公园是巴伐利亚最大的博览会场地。

### 政府机关和设施
兰茨胡特是下巴伐利亚行政区的首府，市内有两幢大型的政府机关建筑。“一号市政府大厦”位于城市的老城区，是兰茨胡特历史悠久的老政府大厦，今天这里是市议会和市长以及许多其它机关的驻址。但是由于这幢建筑不够大，到2004年为止大多数机关散布在市内的其它建筑中。2004年这些机关被集中到“二号市政府大厦”内。此外兰茨胡特县的县议会也位于兰茨胡特市内。除此之外南巴伐利亚养老保险的管理部门位于兰茨胡特。德国联邦劳动局在市内有一分局。下巴伐利亚-上普法尔茨-施瓦本的农业社会保险公司的中心位于兰茨胡特。从1880年开始兰茨胡特市内有一座总海关。1980年代末法院和财政局迁入一座共同使用的办公楼。除此之外从1913年开始市内还有一座水利局。
兰茨胡特有一座州级法院和一座县级法院。此外市内还有一座社会法院。

### 交通

#### 公路
兰茨胡特是一个超地区公路交通的枢纽，其中最重要的公路是92号德国高速公路，在兰茨胡特这条高速公路有三个出入口。此外多条德国联邦公路通过兰茨胡特：其中15号联邦公路从北向南联接霍夫和罗森海姆；11号联邦公路因高速公路的扩建部分被降级为州级公路。299号联邦公路主要是从西北向东南走向。15n号联邦公路正在建造中，它将达到高速公路的水平，将兰茨胡特与雷根斯堡和罗森海姆连接起来。1999年启用的市内隧道穿过市中心的霍夫山，减轻了市中心的交通。

#### 铁路
虽然19世纪前半叶里在巴伐利亚已经建造了多条铁路，但是长期东巴伐利亚没有铁路连接。由于当时巴伐利亚政府经济紧张许多地区需要依靠私人资金来建铁路。1856年东巴伐利亚股份公司设立，1858年11月3日从兰茨胡特通往慕尼黑的铁路开通。后来这条铁路继续向东北方向延伸。今天这条铁路依然是通过兰茨胡特的最重要的铁路。它从慕尼黑赴雷根斯堡全程双线电气化。一条单线电气化的支线向东北连接普拉特林。最后从兰茨胡特出发还有一条单线、没有电气化的铁路。其它铁路均已废用。最初兰茨胡特的火车站是一座堵头火车站，但是1880年在城外建造了一座新火车站。在第二次世界大战中这座火车站几乎全部被炸毁。战后被兰茨胡特新站取代。此外在兰茨胡特的南部还有一座名位兰茨胡特南站的火车站。计划中慕尼黑的捷运要一直延伸到兰茨胡特，但是目前这个计划还没有具体完成日期。

#### 市内交通
兰茨胡特的火车站移到市外后离市中心有二千米多。因此市民希望能够改善两点之间的交通。1902年6月30日一座连接两地的马拉有轨车开始运行，标志着公共交通在兰茨胡特的开始。1913年兰茨胡特的有轨车电气化，并且实现双线。战后由于火车站被毁的同时有轨车库和设施也严重受损，因此有轨车被放弃，而该用无轨电车。从1966年开始市内只使用公共汽车。今天市内有14条公共汽车线路。
兰茨胡特有将现有的铁路设施扩建为捷运的计划，但是这个计划是否能够实现很难说。

#### 机场
兰茨胡特机场位于城市的西部。早在1950年代后期市内就已经有建造一座可以让小型和中型飞机使用的机场的建议。1960年兰茨胡特购买了需要的地面。1961年兰茨胡特航空体育协会开始建造工作，1962年8月26日正式建成。后来跑道被改建为水泥的。今天的跑道有900米长和20米宽。计划还要将跑道加长到1320米，加宽到23米，来让到5.7吨重的商用飞机起落。目前这个计划还在讨论中。

### 卫生
中世纪晚期在巴伐利亚还没有医院，但是当时兰茨胡特有两个麻风病院（一个1252年首次被提到，另一个1403年启用），它们位于伊萨河的右岸。此后建立的病人院的收容量均有限。比如1673年建立的圣灵医院仅有12个床位，1802年它被改建为一个示范医院。1810年市立医院启用，它也是大学附属医院。大学迁往慕尼黑后许多医院被荒废。兰茨胡特即缺乏人员也缺乏场地。从1910年开始市内要求建造一座新医院的呼声不断提高。但是两次世界大战使得这个计划一再被取消。市内的医院状况越来越紧迫，而病人的数目不断增加。兰茨胡特不得不设立“辅助医院”。
1960年新医院终于开始建造，1965年建成，为兰茨胡特的医疗状况带来了减轻。此后所有的“辅助医院”全部被关闭。今天这个医院有583个床位，每年约有1.8万人在这里被治疗。医院共有约1360个职员。它是下巴伐利雅得和上巴伐利亚的东北部最大的医院。它同时也是慕尼黑大学的教学医院之一。除了这个中心医院外市内还有一个1906年建成的小医院。从1967年至1977年这个医院被改新。它有322个床位。除这两个医院外还有一个儿童医院。这个医院是1919年设立的。最后兰茨胡特还有一个地区医院和一个青少年心理医院。

### 教育
1204年兰茨胡特建城后数世纪中其圣马丁教堂是最重要——一开始也是唯一的——一个向市民提供教育的设施。可以考证的是1257年市内有一名教师工作。到17世纪初市内的两座教堂分别有一名教师工作，但是平均每个教师只有50个学生。1629年选帝侯马克西米利安一世派耶稣会教士入驻兰茨胡特。他们在兰茨胡特开设了第一座中学。至1773年这个学校受耶稣会领导人。此后世俗教师领导这座学校。同时从1668年开始另一个市内的修道院也开始向市民传授教育。19世纪里兰茨胡特每年平均有400名学生。1800年后来的巴伐利亚国王马克西米利安一世将当时巴伐利亚唯一的一座大学迁到兰茨胡特。1826年这座大学又被迁往慕尼黑。
随着1801年引入的普及教育和逐渐展开的工业化兰茨胡特的教育不断发展。19世纪末和20世纪初市内建立了许多新的教育设施，旧的设施则被扩建。其中包括1812年设立的“工业学校”，在这座学校中女孩子受到与布料工作的教育、1833年开设的农业和手工业学校、1854年启用的县种田学校和1873年开始设立的“陶瓷学校”。此外还设立了许多小学和中学。1945年后市内的教育设施很快就恢复了。1947年兰茨胡特人民学校启用。今天市内有德国教育系统的各种学校，其中包括11座小学、五座人民中学、三座实科中学、两座经济学校、三座文理中学。此外市内还有许多职业学校。高等学校有1978年开设的兰茨胡特高专，它有约2600名学生，分信息工程、经济、电工和经济工程、机械制造和社会工作五个系。

### 媒体

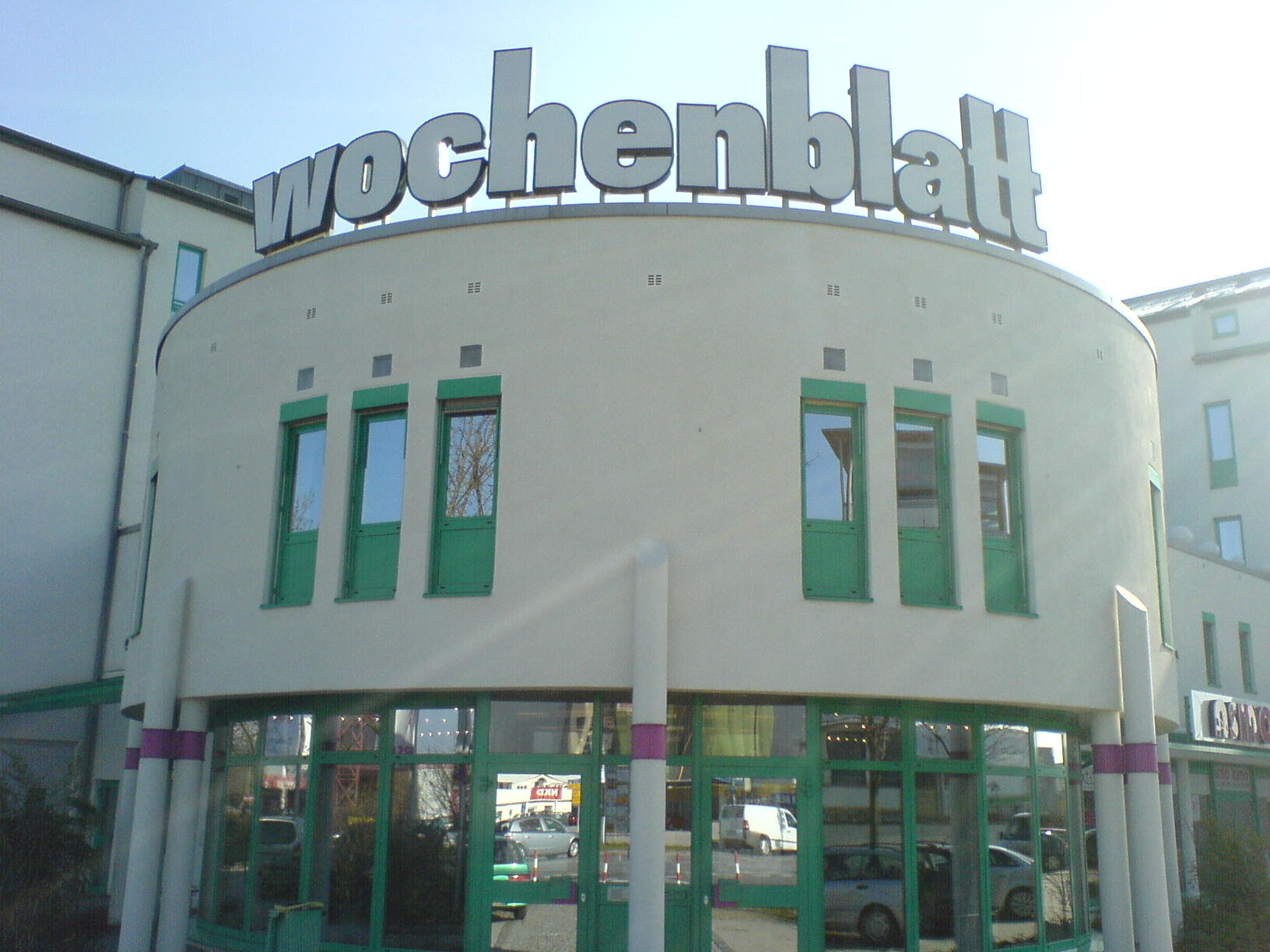
《周刊》的总部

多部电台、电视台在兰茨胡特有制作室，比如巴伐利亚广播公司。此外一些地区性的电台和电视台在兰茨胡特制作节目。市内最重要的报纸是从1951年开始出刊的《兰茨胡特报》，此外还有两份免费的周报《兰茨胡特现况》和《兰茨胡特周刊》。

## 文化和名胜

### 建筑物

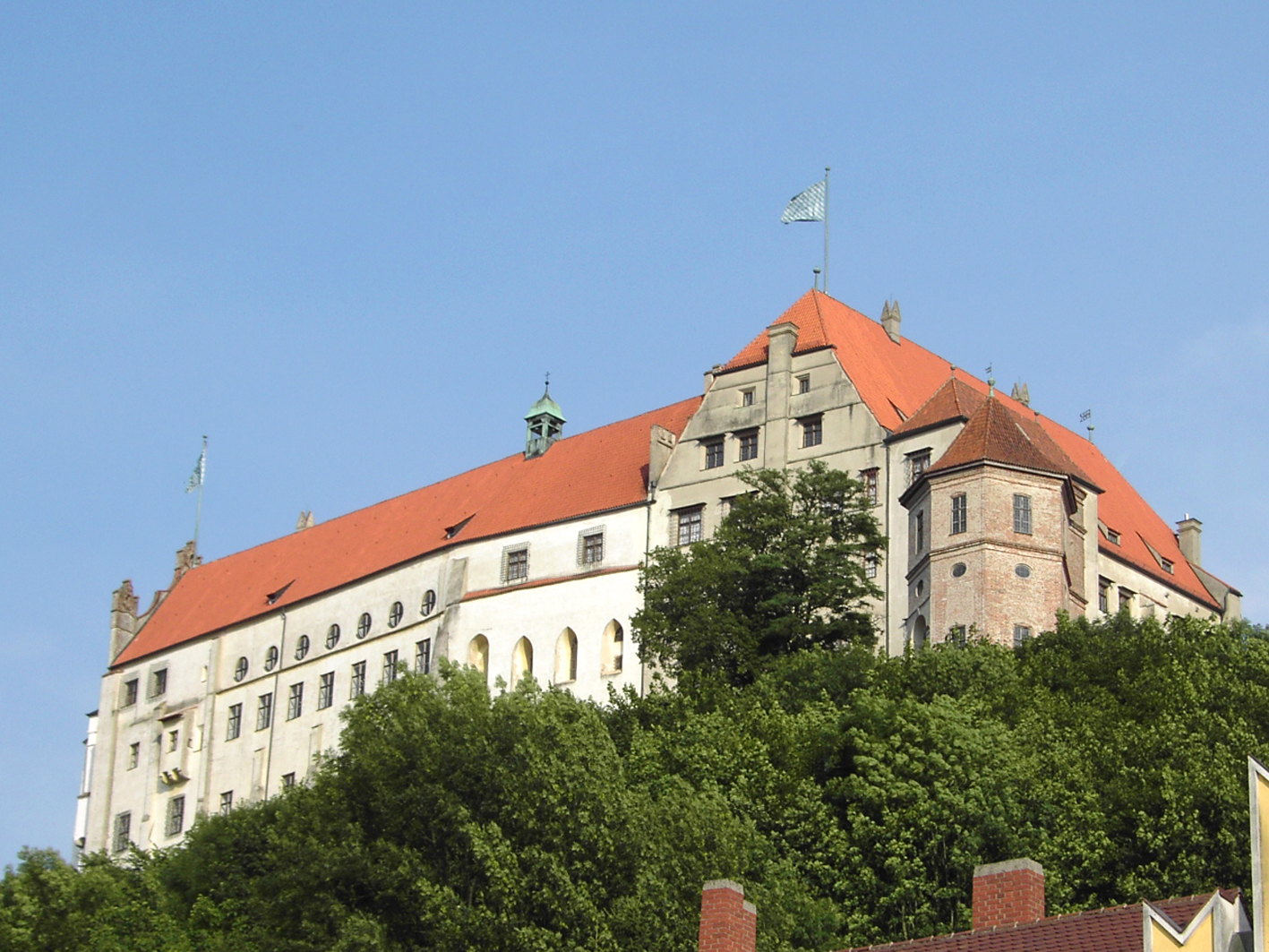
特劳斯尼茨城堡

兰茨胡特有三个核心部分，从这三个核心逐渐演化出今天的城市。在伊萨河谷边上一个悬崖的最高处（海拔500米）挺立着特劳斯尼茨城堡。这座城堡最早是在1150年就被提到了。今天的城堡中最老的部分是1204年（城市设立的那一年）建造的。维特斯巴赫王朝在这里住了数百年。16世纪末城堡被大型地改建，成为了一座宫殿。1870年代里路德维希二世国王下令辉煌地装修了城堡内大量的房间和设施。1961年10月21日城堡发生大火，导致部分建筑损失。

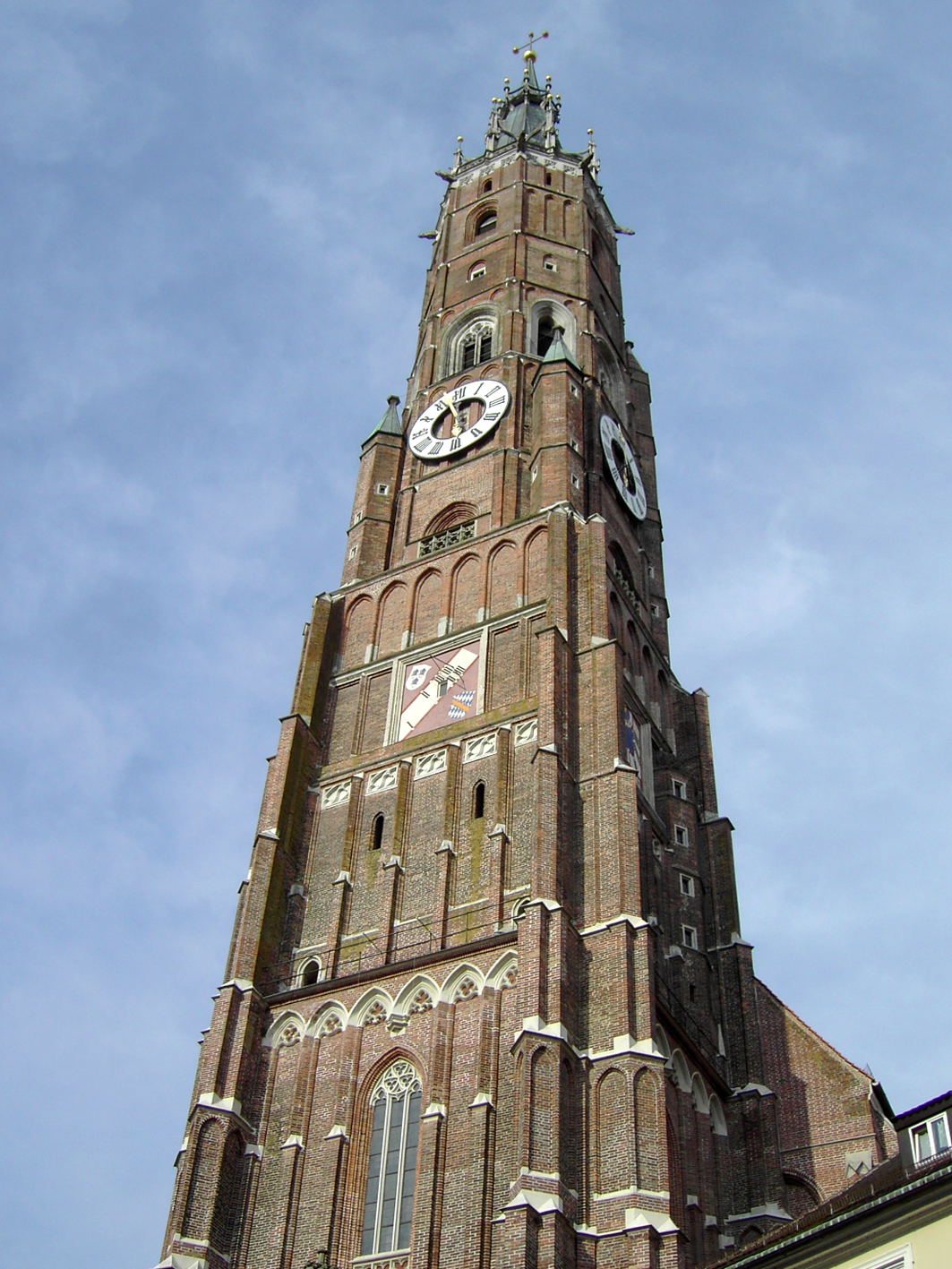
圣马丁塔

1380年就在城堡山下的位置开始建造歌特式的圣马丁教堂，建造教堂的原因是原来市内的教堂在1342年的大火后位于市中心下三米的地方。新教堂完全是砖制的，于1500年完工。传说市内的富商想能够与山上的公爵平视，其结果是教堂的钟楼成为世界上最高的砖制塔和第二高的教堂钟楼塔，它高130.6米。

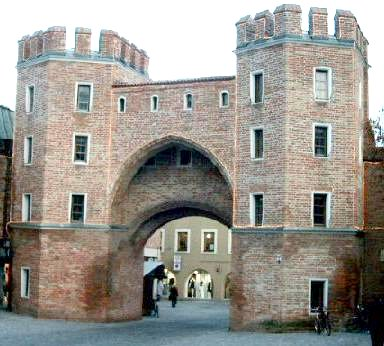
城门

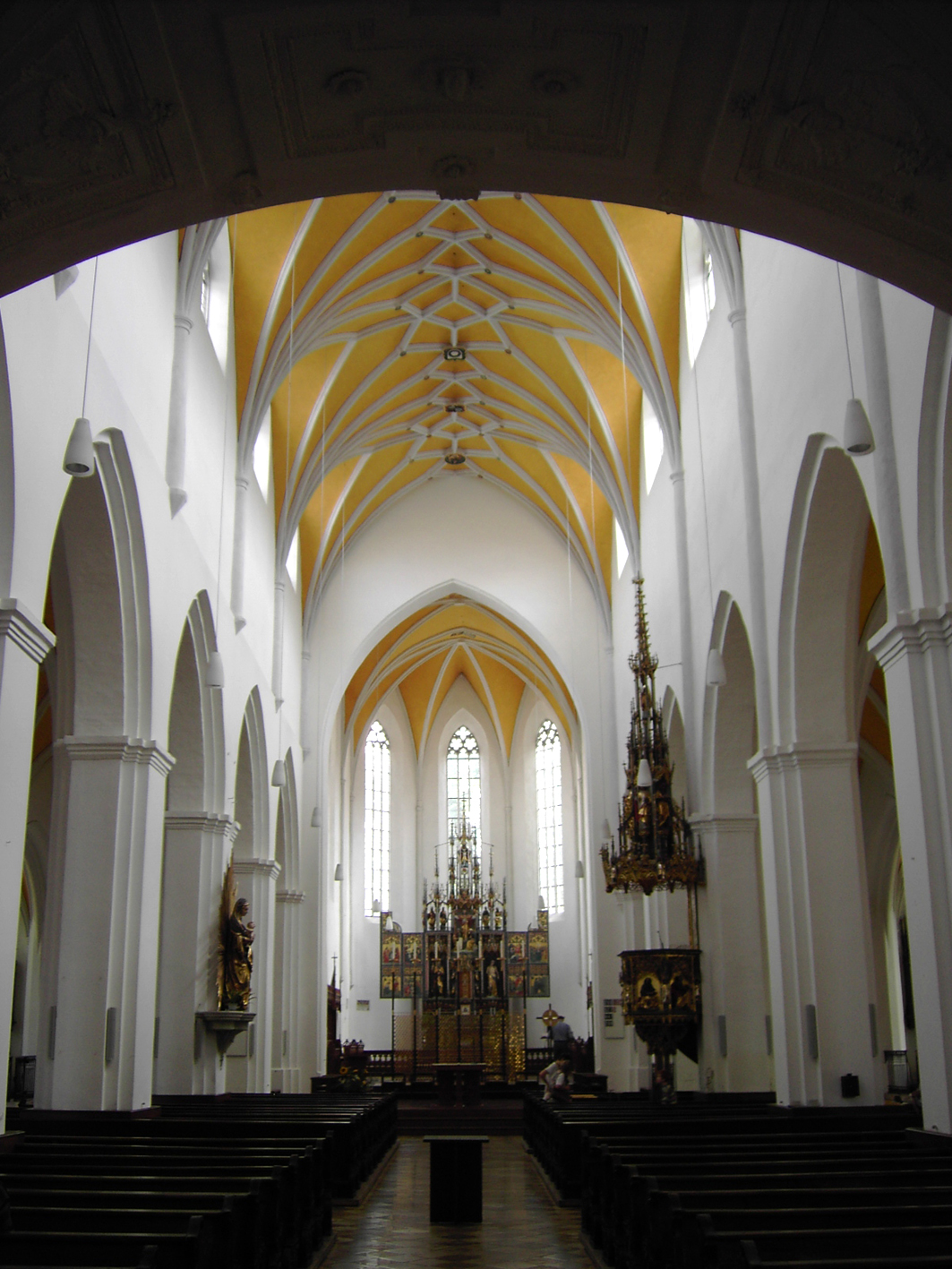
圣约多克教堂

圣马丁教堂与1461年完成的圣灵教堂是由歌特式市民建筑组成的老城的核心。向东数米则是新城的市场，再向东是弗莱翁。这里的约多克教堂早在1338年就被提到了，是这个时期遗留下来的状态最好的砖结构教堂。这三个广场周围是中世纪的兰茨胡特的市区，它的周围有一层非常坚固的城墙和壕沟系统。城墙上有多座塔楼。整个城墙上只有八座城门，这些城门均非常壮观。1570年一个手工业者制作了一个兰茨胡特的模型，因此对于当时的防御装置的情况今天有非常好的认识。今天原来的八座城门里只有一座留存下来。随着19世纪的工业化和交通的发展这些城门被拆掉了。今天还有少数城墙的段落被保留。

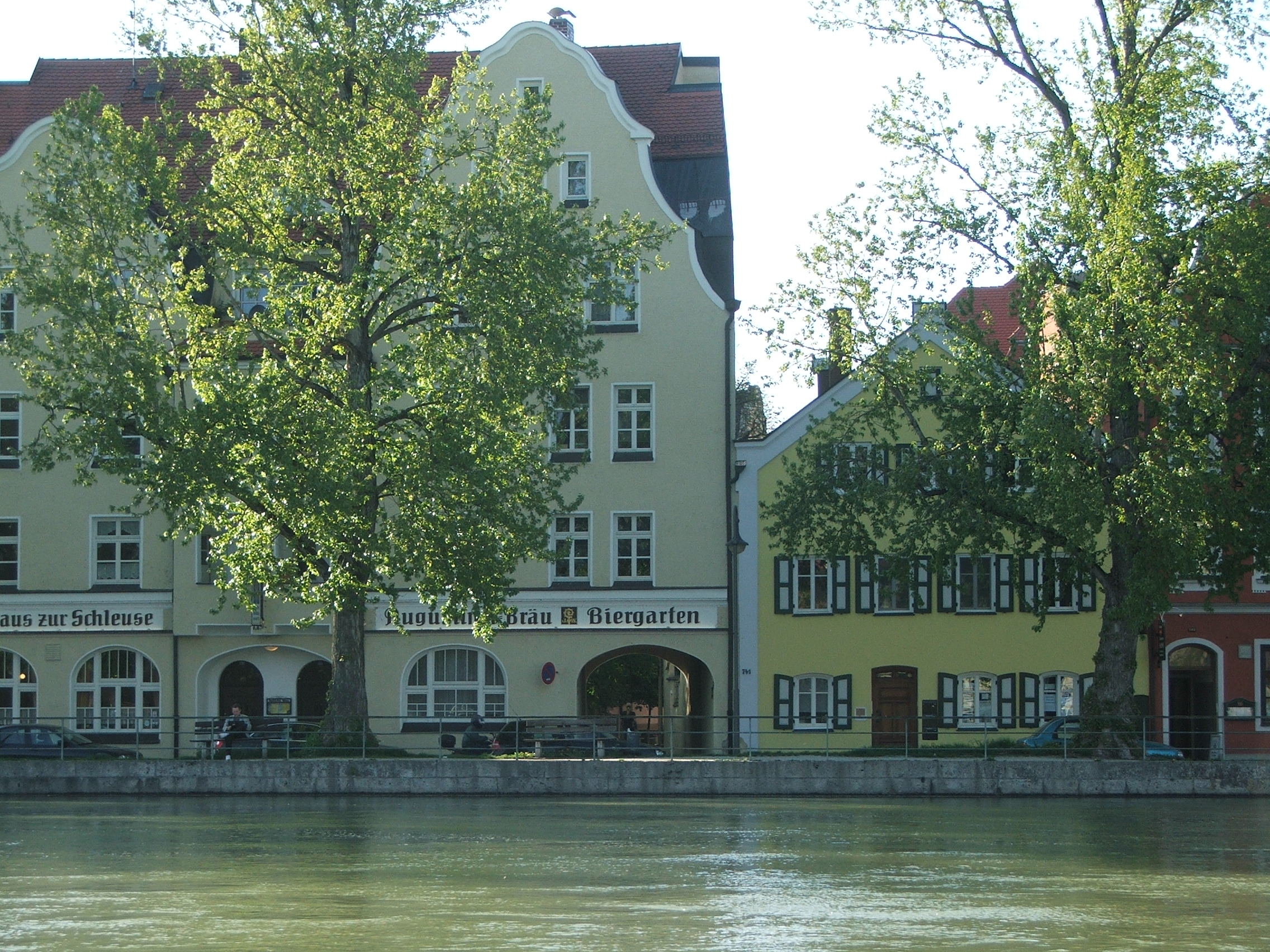
市中心的伊萨河畔

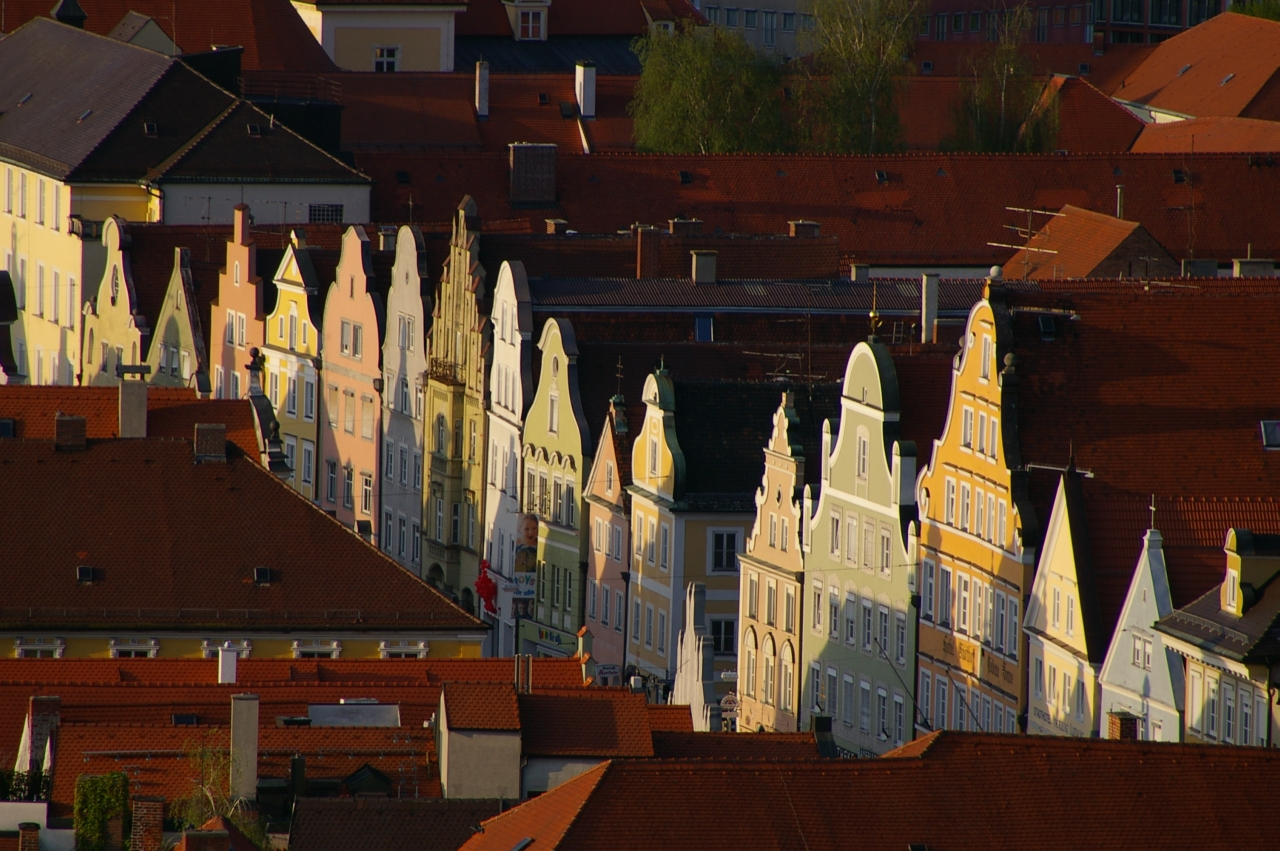
新城

兰茨胡特建城时赛利根塔尔修道院还位于城墙外。18世纪里它改造为洛可可风格，18世纪末被解散，1836年重新设立。今天这个修道院位于市中心。今天过去的许多修道院的建筑是市内的名胜。
市中心还有其它名胜：许多歌特式的市民建筑，其中最老的是15世纪建造的。老城的老市政大厦最初是1380年建造的。1536年至1543年路易十世建造的市宫廷是阿尔卑斯山以北最早的文艺复兴宫廷。

### 博物馆和画廊
兰茨胡特市博物馆目前位于市王宫中，但是目前这个博物馆的状况不好，其展品需要维修，展出的地方也太小。2007年末计划维修市王国和其中的市博物馆。
2004年巴伐利亚国家博物馆在特劳斯尼茨城堡中开设了“艺术和奇迹馆”。它展示了16世纪中威廉五世的收藏。
兰茨胡特市内的第三座重要的博物馆是1997年开放的“霍夫山雕塑博物馆”。它位于霍夫山下，几乎全部是在山洞里。它包含一个重要的非洲艺术展。
1999年在原圣彼得和保罗修道院设立的“十字架廊博物馆”中展出兰茨胡特的艺术和艺术史。
1407年至1461年间建成的圣灵教堂于1998年修复后展出不同的宗教展览。
此外兰茨胡特还有许多画展和小博物馆。

### 公园和休养区

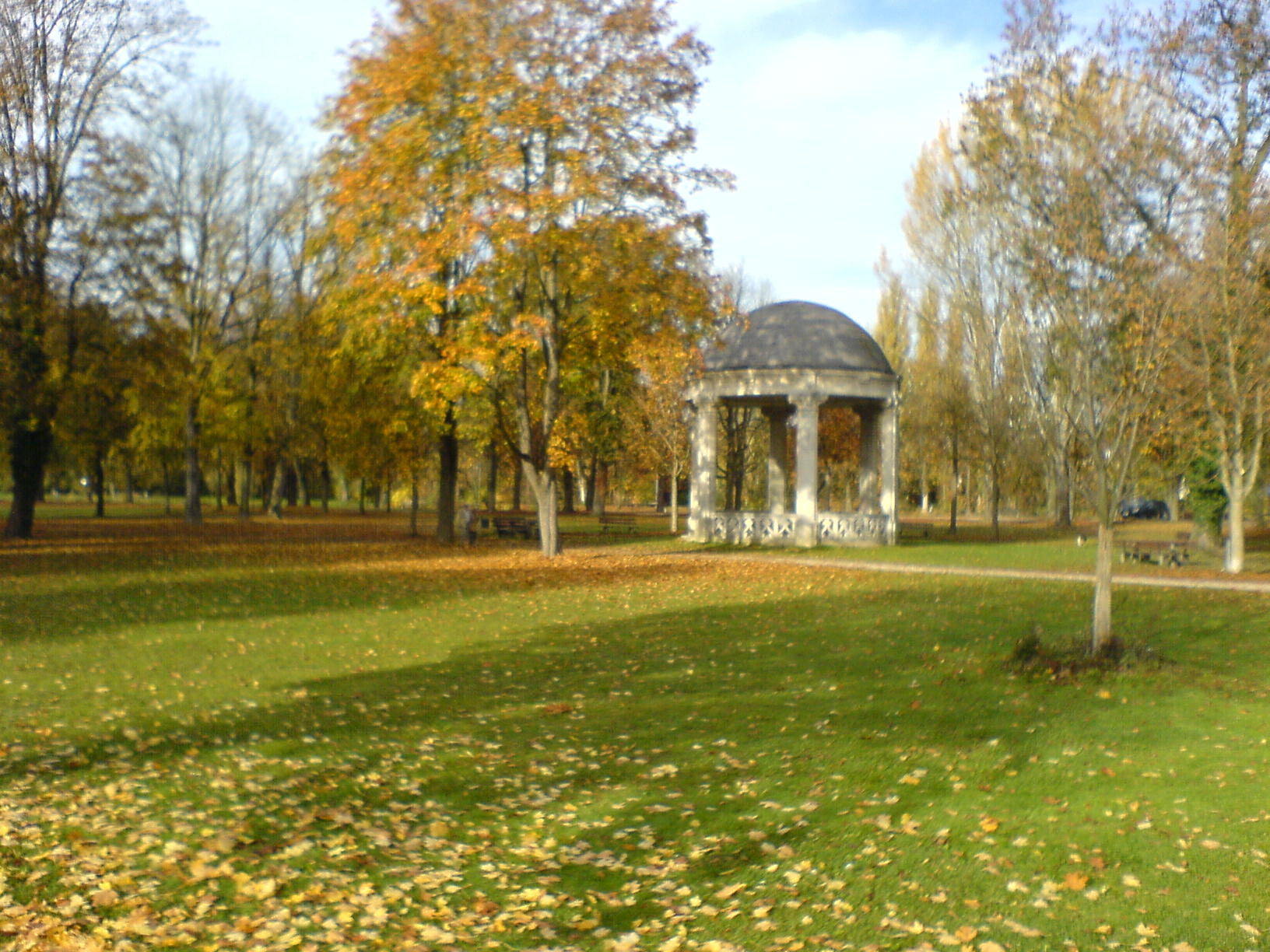
公园里的亭子

兰茨胡特市内所有的公园和绿地加在一起总面积为235公顷。市中心的“城市公园”只有六公顷面积，而且还被一条街道分为两半。其中东边的部分一直延伸到伊萨河畔，西边的部分面积则大一些。
磨坊岛的西侧有许多水道，过去有多座磨坊。20世纪中只有一座还剩下来。1977年该公司迁走，留下来的空地在此后被改建为绿地。它的名称为“磨坊岛休养公园”。
兰茨胡特防洪的洪淹区是市内最大的公园。这个七千米长的地带是1955年建成的，它保护市中心在高峰期不会被洪水淹没，这个区域每秒钟可以容纳400立方米的水。在一般情况下这里有许多小径。
霍夫山上特劳斯尼茨城堡边的霍夫公园是巴伐利亚最老的公园之一。它的面积为27公顷，过去是公爵们休闲的地方。连同附近的公爵公园它几乎占据了整个霍夫山，是兰茨胡特最重要的绿地之一。
在伊萨河下游，离市中心约七千米处有一近郊休养区，含约29万平方米的水域，这里可以驾风帆和游泳，整个区域的总面积为52.6平方米。

### 定时活动

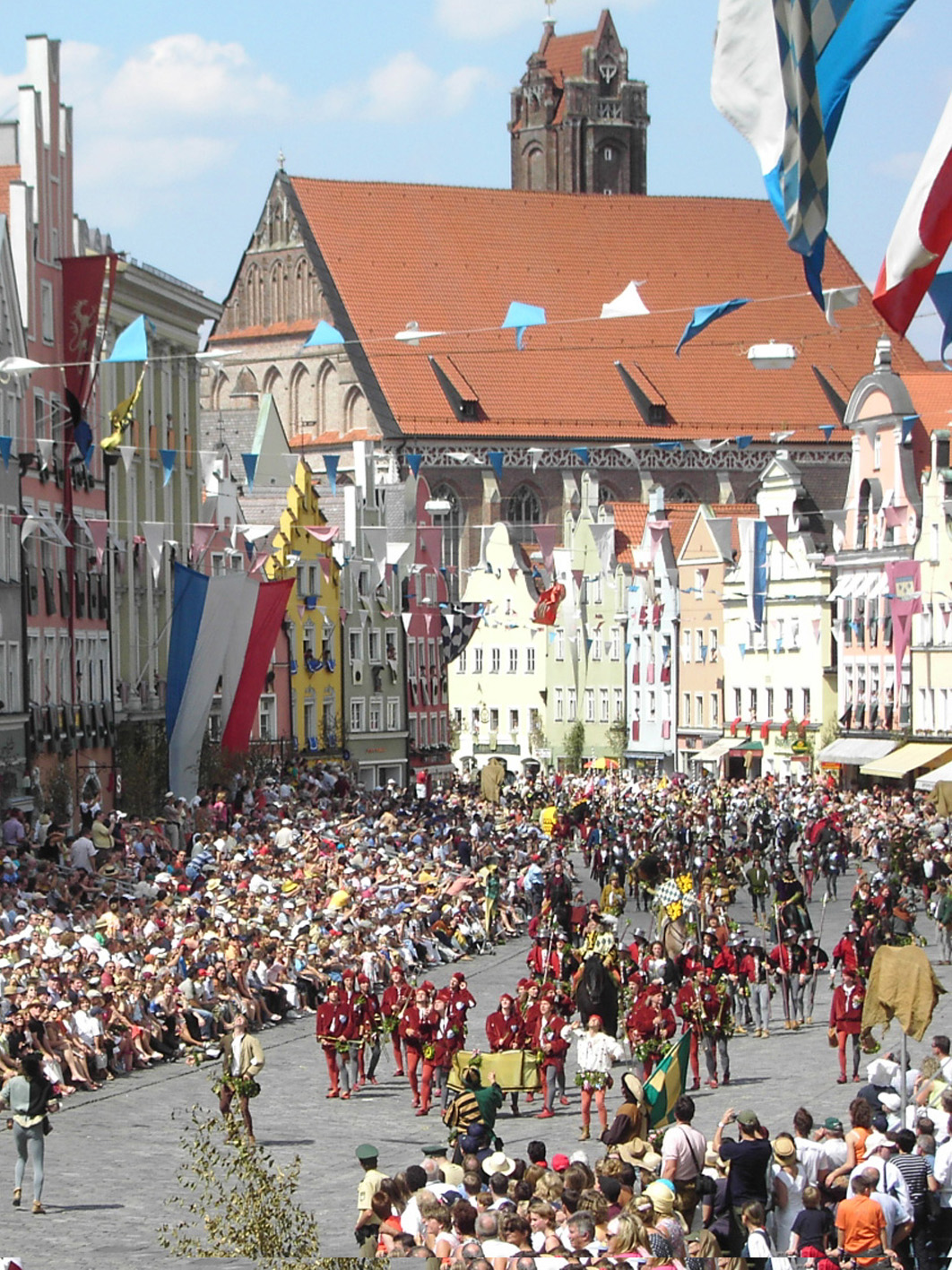
通过老城区的婚礼游行

兰茨胡特最重要的定期举行的活动是兰茨胡特婚礼，它是欧洲最大的历史性庆祝活动之一。它为期三个星期，模仿1475年格奥尔格公爵和一位波兰公主的婚礼。据说当时有上万人在兰茨胡特庆祝这个婚礼，一共杀了320条牛、分别1500多头绵羊和羊羔、约500头牛犊和四万只鸡。1880年慕尼黑的艺术家在市政大厦把当时的场面画下来后市民决定从1903年开始重演当时的景象。这个庆祝每四年举行一次。其高峰是传统的婚礼游行。2005年仅该游行就吸引了十万观众；共有五十多万人参加了整个庆祝。
从1982年开始举办的兰茨胡特宫廷音乐日也拥有跨地区性的知名度。这个活动每两年举办一次，演奏古老音乐，一开始主要为歌特式、文艺复兴式和巴罗克早期音乐。近年来也有添加现代音乐的趋势。许多欧洲其它城市模仿这个音乐节的题材和方式。
兰茨胡特另一个著名的庆祝活动是在特劳斯尼茨城堡举办的花园节庆。这个节庆是2001年开始的，每年举办一次，它是一个销售展览，每年有一个不同的主题。每年有130多个展览商，吸引上三万观众。
从2000年开始每年三月举办兰茨胡特短片电影节。2000年刚开始举办时共有12部电影和300名观众。2006年有600部电影报名，最后放映了134部，共3000名观众。每年六月末还有“青少年电影”的放映，放映年轻导演（至24岁）的电影。从1997年开始这个活动在人民高专举办。
1996年市内每年开始举办约为期十天的兰茨胡特文学日。目的是向更多的人介绍兰茨胡特的城市历史。后来这个活动还结合了音乐、雕塑和戏剧。每年的重点在于与兰茨胡特有关的一名作家。
每年复活节两周后以及在八月兰茨胡特举办两次市民节日。这是两个比较小的节日，其参加的人数比许多其它节日要少。八月的这个节日最早可以考证的是在1339年就举办了。
每年十二月在约多克教堂前举办圣诞市场，市内还展出古代的圣诞模型，每年约有五万观众。
此外兰茨胡特市内还有许多小型的定期的活动和庆祝。

### 电影和戏剧
兰茨胡特最重要的剧院是市立剧院，它最早的历史可以回溯到19世纪。1841年该剧院作为剧院与旅店的结合建成。第二次世界大战后市政府决定恢复剧院。1952年该剧院与帕绍和施特劳宾的剧院合并，其剧院部分的总部在兰茨胡特。
兰茨胡特还有一个袖珍剧院，它是1992年成立的。除了这两个专业剧院外市内还有一些业余剧团。
2003年末一座拥有十一个放映室的大型影院开设后原来市内的八座小影院全部关闭。这个大型影院共可以容纳1500名观众。
目前兰茨胡特市内还有一座1974年成立的影院协会，开始一座小型的项目影院。该影院只有一个放映室，可以容纳50名观众。放映的电影全部是艺术性的、不知名的或者老电影。
从1999年开始市内年度举办兰茨胡特短片电影节。

### 体育
兰茨胡特有“体育城”的昵称，在专业体育和大众体育方面它均很有成绩。

#### 专业体育

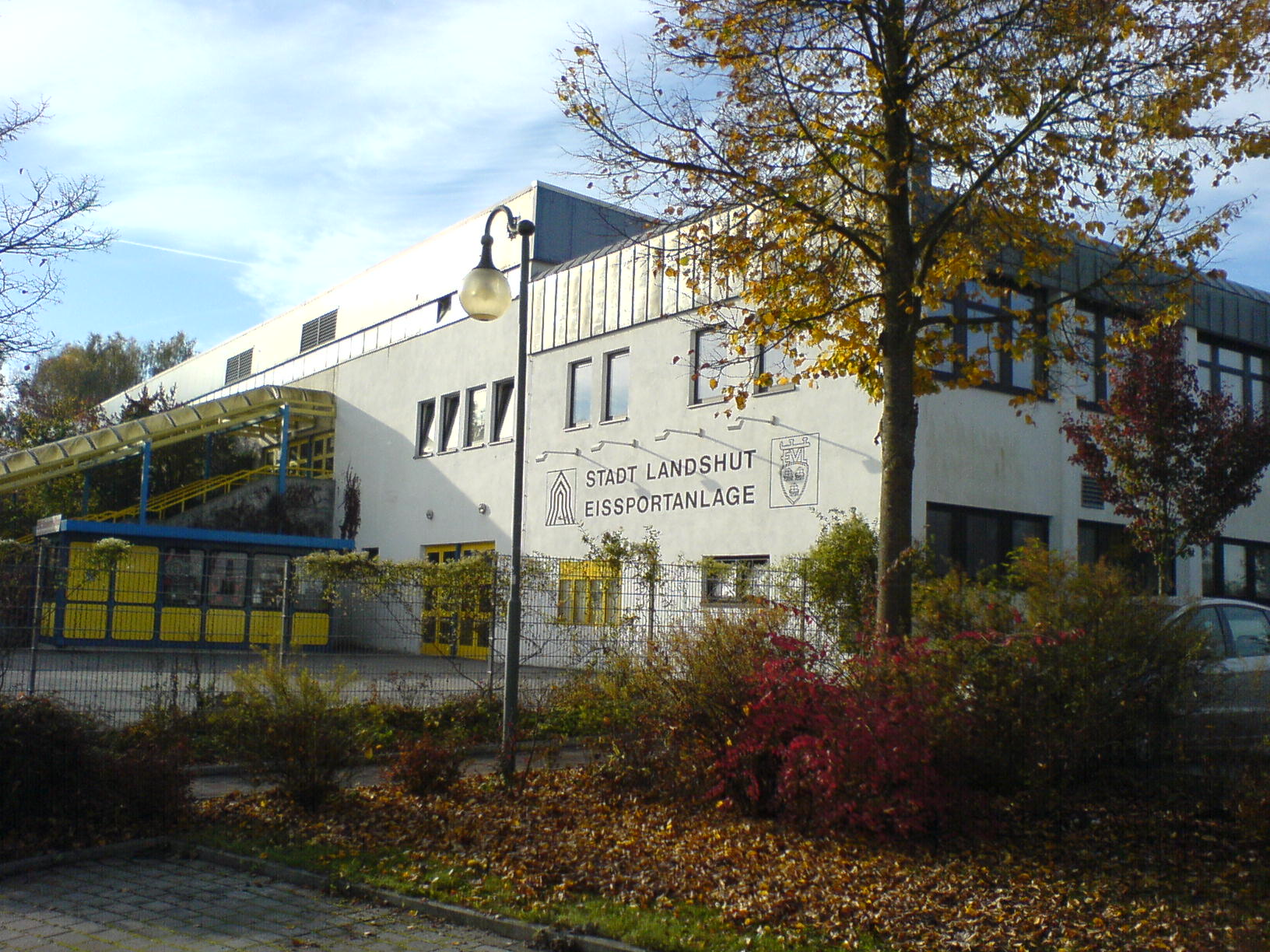
冰上体育馆

兰茨胡特最重要的职业体育是冰球。冰球在兰茨胡特的历史可以追溯到1930年代。1934年市内成立了一个私人冰球队，1948年这个私人冰球队发展为兰茨胡特冰球协会。1990年代中它改名为“兰茨胡特食人者”。1970年和1983年它获得德国联邦联赛冠军。1994年它是德国冰球联赛的成立队之一。由于经济困难1999年春它自愿将其德国联赛权利出售，而参加上级联赛。2002年它上升到乙级联邦联赛。协会对青少年的培养工作常被称为是德国最佳的。
兰茨胡特另一个著名的体育项目是其摩托协会的摩托车队。从1977年至2000年它获得了十一次德国冠军，是联邦联赛中成绩最好的车队。其比赛场地可以容纳两万观众，是德国最大的摩托车比赛场地之一。除此之外它还可以被用来举行田径、足球和橄榄球比赛。
其它体育团体如足球、篮球和手球等没有达到上述的两个团体的成就。

#### 大众体育
从1975年开始兰茨胡特投资了大量资金建立体育设施，比如在十年内建造了17座体育馆。1984年建造的“西体育中心”转换为今天的货币造价1900万欧元。2004年市内有72个体育协会，共2.95万名成员。也就是说几乎一半的兰茨胡特市民是一个体育协会的成员。

## 名人
| - 路德维希·安德列斯·费尔巴哈（1804年—1872年）哲学家 - 马蒂娜·戈黛特（1961年—）演员 - 罗曼·赫尔佐克（1934年—）政治家，法学家 - 汉斯·赖伯格（约1475年—1531年）雕塑家 | - 斯蒂芬·雷辛格（1981年—）足球运动员 - 马克斯·斯勒福格特（1868年—1932年）艺术家 - 沃尔夫冈·施塔克（1969年—）足球裁判员 |